# Faye Gulini
Faye Gulini (Salt Lake City, 24 marzo 1992) è una snowboarder statunitense specializzata nello snowboard cross.

## Biografia
Originaria di Salt Lake City e attiva in gare FIS dal dicembre 2006, Faye Gulini ha debuttato in Coppa del Mondo il 1º marzo 2008, giungendo 30ª a Lake Placid. Il 16 dicembre 2017 ha ottenuto, a Montafon, il suo primo podio nel massimo circuito, classificandosi al 2º posto nella gara vinta dall'italiana Michela Moioli.
In carriera ha preso parte a quattro edizioni dei Giochi olimpici invernali e a sei dei Campionati mondiali di snowboard.

## Palmarès

### Mondiali
- 1 medaglia:
  - 1 bronzo (snowboard cross a squadre a Sierra Nevada 2017)

### Mondiali juniores
- 1 medaglia:
  - 1 argento (snowboard cross a Cardona 2010)

### Coppa del Mondo
- Miglior piazzamento nella Coppa del Mondo di snowboard cross: 3ª nel 2021
- 8 podi:
  - 6 secondi posti
  - 2 terzi posti